# Intressanta talparadoxen
Intressanta talparadoxen är en paradox inom matematiken som uppstår när man försöker dela in de naturliga talen i intressanta respektive ointressanta tal. Detta kan visas genom motsägelsebevis enligt följande. Om det finns en icke-tom mängd ointressanta tal så finns det ett minsta ointressant tal. Om n betecknar det minsta ointressanta talet så är n intressant eftersom det är det minsta ointressanta talet. Därmed räknas n inte in som ett ointressant tal utan hamnar bland de intressanta talen vilket resulterar i motsägelse. Därmed kan det inte finnas några ointressanta tal och följaktligen är alla tal intressanta.